# Ataeniopsis edistoi
Ataeniopsis edistoi är en skalbaggsart som beskrevs av Cartwright 1974. Ataeniopsis edistoi ingår i släktet Ataeniopsis och familjen Aphodiidae. Inga underarter finns listade.